# Miksa Arányi
Miksa Arányi până în 1881:Maximillian Aufricht (n.13 mai 1858, Trencsén - d. 1937) a fost un scriitor, jurnalist, traducător și economist maghiar de origine germană.